# Jade Johnson-Walker
Pour les articles homonymes, voir Johnson et Walker.
Jade Johnson-Walker (née le 14 octobre 1995 à Jacksonville, Floride) est une joueuse américaine de basket-ball. 

## Carrière
Après seulement trois années en NCAA avec le Red Storm de Saint John, elle signe avec Faros Keratsiniou (11,4 points, 5 rebonds en 18 minutes) dans la banlieue d'Athènes. Elle reste en Grèce pour la saison 2018-2019 avec Niki Lefkadas où elle tourne à 17,8 points et 8,6 rebonds en championnat et 17,9 points et 8,6 rebonds en Eurocoupe. Pour la saison suivante, elle rejoint en France le promu de LFB, Charnay. Elle est remplacée dès le mois de novembre par Kristen Mann.

## Clubs
- 2014-2017 :  Red Storm de Saint John
- 2017-2018 :  Faros Keratsiniou
- 2018-2019 :  Niki Lefkadas
- 2019-2020 :  Charnay